# Club Sportif Pétange
El Club Sportif Pétange, abreviado como CS Pétange y conocido simplemente como Pétange, fue un club de fútbol luxemburgués de la villa de Pétange en el suroeste del país. Jugó por última vez en la Éirepromotioun, la segunda liga de fútbol en Luxemburgo. El nombre del club es en el idioma francés, pero su apodo Schwaarz Bloe es en el idioma luxemburgués, y significa Negros y Azules, debido al uniforme.

## Historia
El club fue fundado en 1910 y jugó su primera temporada en la segunda liga luxembourgesa en 1915-16. Terminó en tercer puesto, el peor de los clubes que terminaron la temporada. La temporada próxima, Pétange ganó la liga. Entonces, el club terminó en el 6º puesto de los seis equipos en la liga y fue relegado.
En 1992, Pétange llegó a la final de la Copa de Luxemburgo por la primera vez, y perdió po 1-0 contra Avenir Beggen. En 2005, su primera final desde 1992, Pétange ganó la Copa después de ganar por 5-0 contra Cebra.
Después de ganar la Copa, Pétange calificó para la Copa UEFA de la temporada 2005-06. Perdió 4-1 en dos partidos contra AC Allianssi de Finlandia (3-1 en Finlandia el 14 de julio de 2005, 1-1 en Luxemburgo el 28 de julio).
Al finalizar la temporada 2014/15, el club se fusionó con el FC Titus Lamadelaine para crear al Union Titus Pétange, por lo que el club desapareció oficialmente.

## Palmarés
- Copa de Luxemburgo: 1

2004-05
- - Finalista: 1

1991-92

## Participación en competiciones de la UEFA
- Copa UEFA: 1 aparición

2006 - Ronda Clasificatoria
|            | J | G | E | P | GF | GC | GD |
| ---------- | - | - | - | - | -- | -- | -- |
| CS Pétange | 2 | 0 | 1 | 1 | 1  | 4  | -3 |

## Entrenadores
- Manuel Peixoto (julio de 2004–julio de 2007)
- Florim Alijaj (septiembre de 2007–junio de 2008)
- Carlo Weis (julio de 2008–noviembre de 2011)
- Michel Leflochmoan (noviembre de 2011–junio de 2012)
- Michel Renquin (enero de 2012–)